# Leste Sergipano
Il Leste Sergipano è una mesoregione dello Stato del Sergipe in Brasile.

## Microregioni
È suddivisa in 7 microregioni:
- Aracaju
- Baixo Cotinguiba
- Boquim
- Cotinguiba
- Estância
- Japaratuba
- Propriá